# Långör (halvö i Finland)
Långör är (finska: Lankoori) en halvö i Finland. Den ligger i Luvia i landskapet Satakunta, i den sydvästra delen av landet, 230 km nordväst om huvudstaden Helsingfors.